# باشگاه فوتبال اوی‌پشت
باشگاه فوتبال اوی‌پشت (مجاری: Újpest FC) یک باشگاه فوتبال در شهر بوداپست، مجارستان است.
این باشگاه که در سال ۱۸۸۵ تاسیس شده سابقه ۲۰ قهرمانی در لیگ دسته اول فوتبال مجارستان و ۱۰ قهرمانی در جام حذفی فوتبال مجارستان را در کارنامه دارد.